# 薄尾南鰍
薄尾南鰍（學名：Schistura tenura）為輻鰭魚綱鯉形目條鰍科南鰍屬的其中一種。被IUCN列為極危保育類動物，分布於亞洲寮國Nam Leuk流域，體長可達4.7公分，棲息在河川底層水域，生活習性不明。

## 扩展阅读
維基物種上的相關：薄尾南鰍